# Phyllodrepa nigra
Phyllodrepa nigra är en skalbaggsart som först beskrevs av Johann Ludwig Christian Gravenhorst 1806.  Phyllodrepa nigra ingår i släktet Phyllodrepa, och familjen kortvingar. Arten är reproducerande i Sverige.